# Устянова-Дольна
Устянова-Дольна (пол. Ustjanowa Dolna) — село в Польщі, у гміні Устрики-Долішні Бещадського повіту Підкарпатського воєводства.
Населення — 265 осіб (2011).
У 1975-1998 роках село належало до Кросненського воєводства.

## Демографія
Демографічна структура станом на 31 березня 2011 року:
|          | Загалом | Допрацездатний вік | Працездатний вік | Постпрацездатний вік |
| -------- | ------- | ------------------ | ---------------- | -------------------- |
| Чоловіки | 130     | 37                 | 77               | 16                   |
| Жінки    | 135     | 28                 | 79               | 28                   |
| Разом    | 265     | 65                 | 156              | 44                   |